# 亚木藓
亚木藓（学名：Thamnobryum subseriatum）为平藓科木藓属下的一个种。

## 扩展阅读
- 維基物種上的相關：亚木藓